# Intel 80186
O Intel 80186 foi um microprocessador e microcontrolador desenvolvido pela Intel e lançado no mercado em 1982. O 80186 foi, na verdade, uma melhoria de seu predecessor 8086. Ele possuia um barramento externo de 16 bits, mas existia uma versão simplificada com o barramento externo de 8 bits, o Intel 80188. A versão inicial do 80186 tinha um clock de 6MHz, o que aliado a otimizações em seu núcleo fazia com que ele fosse muito mais rápido que um 8086.
O Intel 80186 foi pouco usado em computadores pessoais, sendo geralmente encontrado em sistemas embarcados.